# Округ Тренчин
Округ Тренчин (слч. Okres Trenčín) округ је у Тренчинском крају, у Словачкој Републици. Административно средиште округа је град Тренчин.

## Географија
Налази се у сјеверозападном дијелу Тренчинског краја.
Граничи:
- на сјеверу је Чешка,
- сјевероисточно Округ Илава,
- источно Округ Прјевидза,
- југоисточно и јужно Округ Бановце на Бебрави,
- западно Округ Ново Место на Ваху.

Клима је умјерено континентална.

## Становништво
| Година:    | 1994.   | 2004.   | 2014.   | 2024.   |
| ---------- | ------- | ------- | ------- | ------- |
| Број људи: | 113 057 | 112 515 | 113 863 | 113 208 |
| Разлика:   |         | -0,47 % | +1,19 % | -0,57 % |

| Година:    | 2023.   | 2024.   |
| ---------- | ------- | ------- |
| Број људи: | 113 225 | 113 208 |
| Разлика:   |         | -0,01 % |

Према подацима о броју становника из 2011. године округ је имао 113.261 становника. Словаци чине 89,70% становништва.
| Етнички састав (2011)‍ | Етнички састав (2011)‍ | Етнички састав (2011)‍ | Етнички састав (2011)‍ | Етнички састав (2011)‍ |
| --------------------- | --------------------- | --------------------- | --------------------- | --------------------- |
|                       |                       |                       |                       |                       |
| Словаци               | Словаци               |                       | 0                     | 89,70%                |
| Чеси                  | Чеси                  |                       | 0                     | 1,05%                 |
| остали, непознато     | остали, непознато     |                       | 0                     | 9,25%                 |

## Насеља
У округу се налази три града и 34 насељена мјеста. Градови су Њемшова, Тренчин и Тренчинске Тјеплице.